# Амир-Чупан II (уцмий)
Амир-Чупан II (Чуфан, Чопан) (правл. начало XV в.) — уцмий Кайтага, военно-политический деятель в истории Дагестана XV века. Правнук знаменитого Амир-Чупана. Отец Султан-Мухаммада и дед Уллубия (Алильбека).

## Биография
В период нашествия тимуридов в Дагестан прадед Амир-Чупана II — уцмий Амир-Чупан — и его потомки надолго обосновались в землях около Самура. Походы Тимура подвластных им территории не задели.
Во время походов Тимура в Кайтаг в 1395—1396 годах целиком был истреблен уцмийский род, и, по мнению профессора Расула Магомедова, ветвь Амир-Чупана — единственная уцелевшая после геноцида.

## Восстановление уцмийства после Тимура и до возвращения Амир-Чупана II
Походы Тимура в Кайтаг привели к массовым разрушениям и уничтожению населения.
О быстром восстановлении Кайтага после этого свидетельствуют эпиграфические материалы, а также исторические записи с датами в старинных рукописных трудах. Из-за отрывочности и разнородности материала многие сведения неясны и перепутаны.
В 1401 году в «стране Хайдагской», по данным папской буллы, функционировали пять епископских центров: Кумух, Тута, Тарки, Дургели, Мекеги.
Земли бывшего уцмийства стремительно восстанавливались. В Кубачи в 1405 году построили медресе, несмотря на свирепствующую в Дагестане чуму в то время. В 1406 году было достроили мечеть в селе Тама — центре общества Ирчамул. В 1423 году в Кала-Корейше построили мечеть. На стенах древней кубачинской джума-мечети осталась дата «1430» — год постройки. В Джибахни на дверях мечети указана дата постройки — 1436.
Уцмийство уже в первые десятилетия XV века становится одним из ведущих сил Дагестана, что было следствием благоприятных внутри — и внешнеполитических факторов.
В первой половине XV века к Кайтагу были присоединены отошедшие ранее даргинские общества Гапш, Муйра и Ганк. После походов Тимура в конце XIV века под влияние Кайтага постепенно попал и Зирихгеран. В XV веке Кайтаг включал как собственно кайтагские, так и часть даргинских, кумыкских (южных), лезгинских и табасаранских, земель. Это также подтверждается сведениями Афанасия Никитина, согласно которым территория Кайтага в середине XV веке доходила до Тарков.

## Возвращение в Кайтаг
Кайтагские общины решили возродить свою государственность, планируя создать что-то по типу федерации.
После смерти Сураки (деда Амир-Чупана II) — его сын Мухаммад и внук Амир-Чупан II были вытеснены из бассейна Самура феодальной группировкой мехтаров.
Не позднее середины XV века в Кайтаг были приглашены представители ветви уцмийского дома, уцелевшей в бассейне реки Самур. Они были как бы символом хороших дотимуровских времён, а с другой стороны, растущим общинам требовался арбитр и военачальник, чей авторитет закреплён традицией и религией, для предотвращения внутренних конфликтом и объединения против внешнего врага. Первым из уцмиев, вернувшихся на трон Амир-Чупан II. Согласно уцелевшим данным, уцмии уже были у власти до 50-х годах XV века. Известно также о враждебных отношениях уцмиев с ширваншахами в первой половине XV века.
При Амир-Чупане II уцмийская династия переселилась в Башлы.

## Нашествие кочевников
В период правления ширваншаха Халилуллаха в Ширван вторгся Султан Искендер, правивший туркменской кочевой державой Кара-Коюнлу, разоривший Шемахи и другие земли. Он с эмиром Искендером Дербенди (шихан Скандар) прошел «дальше Дербентских ворот, разрушил много стран и безжалостно истреблял мечом много горцев и степных». Горцы и степные люди, локализуемые дальше Дербента, где целый год свирепствовало войско кочевников — жители равнины Терекеме и кайтагцы по обе стороны Уллучая.
Налёт кочевников и их долгое пребывание вновь нарушило политическую стабильность меж обществами.